# Nikita Alexandrowitsch Kurbanow
Nikita Alexandrowitsch Kurbanow (russisch Никита Александрович Курбанов; * 5. Oktober 1986 in Moskau, RSFSR) ist ein russischer Basketballspieler. Kurbanow spielte seit seiner Jugend für den dominierenden russischen Serienmeister PBK ZSKA aus seiner Heimatstadt, wurde aber bereits dreimal an andere russische Vereine verliehen. Als russischer Nationalspieler nahm er an der Basketball-Europameisterschaft 2009 und 2015 teil.

## Karriere
Kurbanow wurde 2002 in das Juniorenteam von ZSKA Moskau aufgenommen. 2004 erzielte er bei der U18-Europameisterschaft für die russische Jugendauswahl ein Double-Double im Durchschnitt mit 21,1 Punkten und 10,1 Rebounds pro Spiel und wurde in die Auswahl der besten Spieler des Turniers aufgenommen. Beim Turniersieg der russischen Juniorenauswahl bei der U20-Europameisterschaft 2005 wurde er als Most Valuable Player des Turniers ausgezeichnet. Schon aufgrund dieser persönlichen Auszeichnungen galt Kurbanow lange Zeit als talentierster russischer Nachwuchsspieler des Jahrgangs 1986, der mit Anton Ponkraschow und Nikita Schabalkin noch andere russische Spieler internationaler Klasse aufzubieten hat. Zu Beginn der Spielzeit 2005/06 wurde er an Lokomotiw aus Rostow ausgeliehen, kehrte er bereits im November 2005 zu ZSKA zurück, wo er fortan in der Herrenmannschaft spielte.
Nachdem er in der Saison 2004/05 schon in einzelnen russischen Ligaspielen der Superleague Russland eingesetzt worden war, bekam Kurbanow in der Saison 2005/06 auch im höchsten europäischen Vereinswettbewerb EuroLeague 2005/06 Spielzeit. Beim Final-Four-Turnier dieses Wettbewerbs stand er im Halbfinale gegen FC Barcelona noch gut 11 Minuten auf dem Feld. Beim Finalsieg über Titelverteidiger Maccabi Tel Aviv wurde der noch 19-jährige Kurbanow dann nicht mehr eingesetzt. In den russischen Wettbewerben verteidigte man das Double aus dem Vorjahr und gewann damit 2006 das Triple. 2007 gewann man erneut das russische Double, verlor aber das Finale in der EuroLeague 2006/07 gegen Panathinaikos Athen. Kurbanow hatte unter Trainer Ettore Messina in den entscheidenden Play-off- und Finalspielen der Euroleague nur noch Kurzeinsätze. Im Gegensatz zu seinen Mannschaftskameraden aus der Juniorenauswahl Ponkraschow und Schabalkin wurde Kurbanow von Nationaltrainer David Blatt auch nicht für den Kader der Herren-Nationalmannschaft bei der EM 2007 nominiert, wo Russland überraschend im Finale gegen Gastgeber Spanien den Titel gewann. Stattdessen nahm Kurbanow mit der russischen Studentenauswahl an der Sommer-Universiade 2007 teil. In der Spielzeit 2007/08 wurde er im Februar 2008 an den russischen Vizemeister UNICS aus Kasan ausgeliehen, der passenderweise seine Tradition aus einer Universitätsmannschaft ableitet. Mit UNICS schied er bereits im Viertelfinal-Play-off der russischen Meisterschaft aus. Das gleiche Schicksal ereilte die Mannschaft im zweitwichtigsten europäischen Vereinswettbewerb ULEB Cup 2007/08, wo man beim Elite-Eight-Finalturnier gegen den späteren Finalisten Akasvasyu Girona ausschied.
Kurbanows Spielanteile hatten sich UNICS Kasan nicht wesentlich erhöht und er wurde für die Saison 2008/09 an Spartak aus Sankt Petersburg ausgeliehen. Dort hatte er mehr Einsatzzeit und nach einem sechsten Platz in der Hauptrunde der russischen Meisterschaft konnte man bis ins Halbfinale der Play-offs einziehen und belegte letztendlich den vierten Platz, nachdem man die Serie um den dritten Platz gegen Kurbanows vorigen Verein UNICS verlor. Anschließend wurde Kurbanow auch in den Nationalkader für die EM 2009 aufgenommen, wo man als Titelverteidiger im Viertelfinale gegen den späteren Finalisten Serbien verlor und anschließend den siebten Platz erreichte. Für die Saison 2009/10 kehrte er zu ZSKA zurück. Beim russischen Serienmeister blieb er Ergänzungsspieler, speziell in der EuroLeague 2009/10 hatte er selten mehr als 5 Minuten Einsatzzeit pro Spiel. Nach dem erneuten Double in Russland sowie dem Gewinn der neu geschaffenen osteuropäischen VTB United League verlor man das Halbfinale der Euroleague gegen den späteren Titelgewinner FC Barcelona und erreichte nach einem Sieg in der Verlängerung im kleinen Finale über KK Partizan Belgrad den dritten Platz. In der Saison 2010/11 wurde ZSKA zunächst von Duško Vujošević trainiert, zuvor langjähriger Trainer bei KK Partizan. Auch unter Trainer Vujošević, dem als ehemaligen Juniorenauswahltrainer eine Förderung jüngerer Spieler nachgesagt wird, konnte sich Kurbanow nicht in den Vordergrund spielen. Stattdessen blieb ZSKA in der EuroLeague 2010/11 der Erfolg versagt und man schied bereits nach der Vorrunde aus und erreichte erstmals nach neun Jahren nicht das Final-Four-Turnier in diesem Wettbewerb. Nach Trainerwechsel wurde in der russischen Meisterschaft der Titelgewinn gefeiert, während man in der VTB United League das Finalspiel knapp gegen den russischen Vizemeister BK Chimki verlor.
Während des Lockouts in der NBA 2011 verstärkte sich ZSKA mit den vertragslosen Andrei Kirilenko und Nenad Krstić, die auch über das Ende des Lockouts bei ZSKA blieben, und galt fortan als Favorit auf den Titel in der EuroLeague. Kurbanow sah noch weniger Spielzeit als zuvor und wurde international nur in vier Spielen der Vor- und Zwischenrunde und in zwei Play-off-Spielen des Viertelfinales der Euroleague eingesetzt. Im Final-Four-Turnier der EuroLeague 2011/12, bei dem ZSKA überraschend das Finalspiel in der Schlussminute gegen Olympiakos Piräus noch verlor, wurde er überhaupt nicht eingesetzt. Mit kaum Spielpraxis konnte er sich auch nicht für den finalen Kader der russischen Nationalmannschaft für die Olympischen Spiele 2012 qualifizieren. Nach dem Ende der Spielzeit, in der ZSKA erneut die russische Meisterschaft in der PBL und die VTB United League 2011/12 gewann, wechselte er zum russischen Konkurrenten BK Spartak aus Sankt Petersburg. Ein Jahr später verließ er Spartak und wechselte erneut zu UNICS Kasan, an die er zuvor ebenfalls bereits verliehen worden war.

## Erfolge und Auszeichnungen
- Sieger EuroLeague: 2006
- russischer Meister: 2005, 2006, 2007, 2010, 2012, 2012
- russischer Pokalsieger: 2005, 2006, 2007, 2010, 2014
- Sieger VTB United League: 2010, 2012